# José Enrique Marrero Regalado
José Enrique Marrero Regalado (* 6. Februar 1897 in Granadilla de Abona, Teneriffa, Spanien; † 17. Januar 1956 in Santa Cruz de Tenerife) war ein spanischer Architekt.

## Leben

### Schul- und Studienzeit
José Enrique Marrero Regalado wurde am 6. oder 8. Februar 1897 als Sohn des Ehepaars Dolores Regalado Regalado und José Marrero Díaz in Granadilla de Abona geboren. Seine Mutter war Lehrerin, sein Vater Geschäftsmann. Er hatte vier ältere Schwestern. Bei einer dieser Schwestern lebte er während seiner Schulzeit von 1907 bis 1910, zuerst in Alcoy dann in Alicante. Ab 1910 besuchte er das Gymnasium in San Cristóbal de La Laguna, ab 1913 die Vorbereitungskurse für die Bauingenieurschule an der Academia de Mazas in Madrid. Ab 1919 studierte er Architektur an der Escuela de Arquitectura de Madrid. Im Jahr 1925 bestand er die Abschlussprüfung.

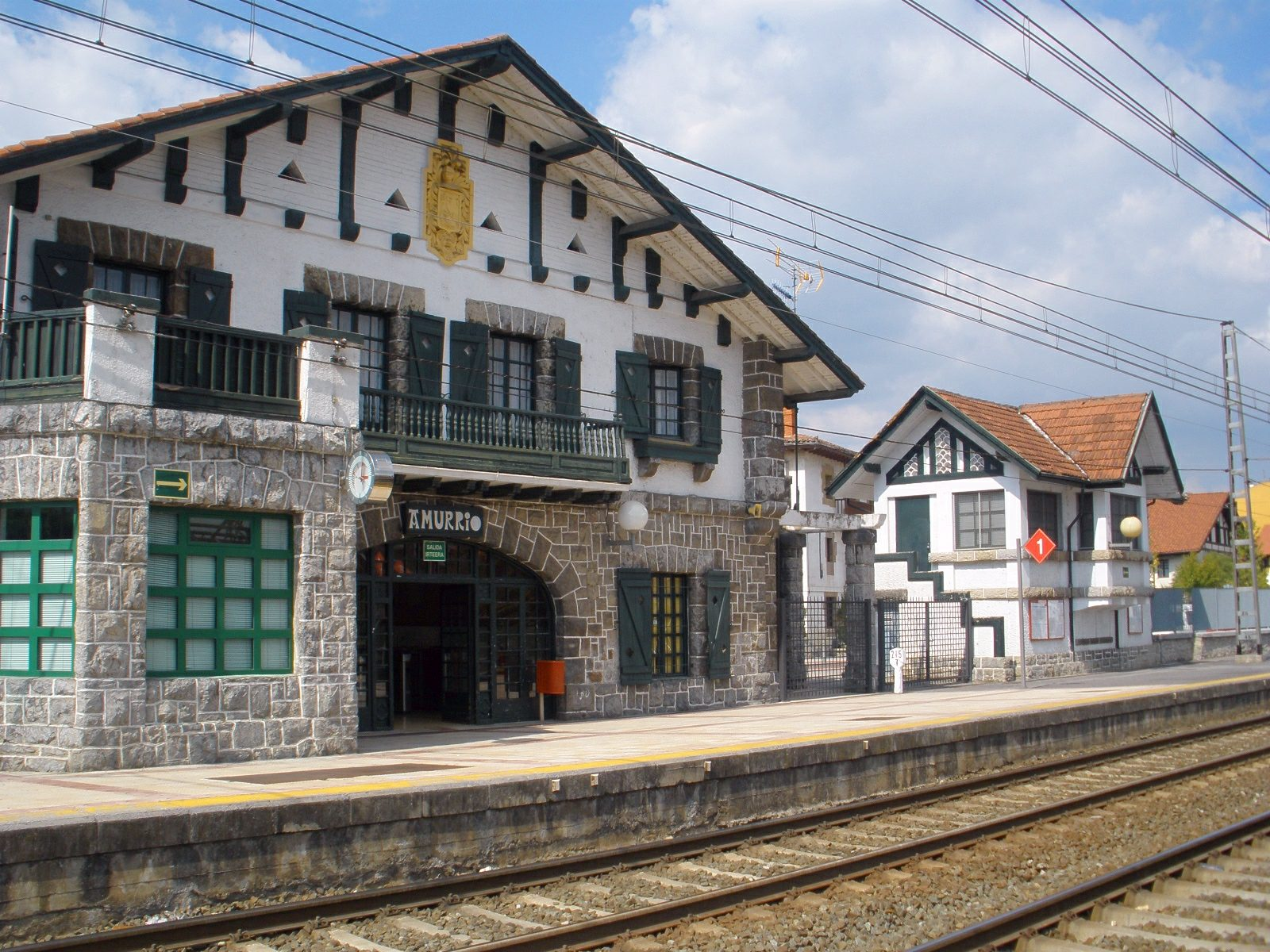
Bahnhof von Amurrio

### Arbeit auf dem Festland
Nach einigen Gelegenheitsbeschäftigungen in Madrid begann er 1929 bei der Compañía de ferrocarriles del Norte de España, einer Eisenbahngesellschaft in Nordspanien zu arbeiten, für die er Bahnhöfe und andere Dienstgebäude in einem lokal geprägten Stil entwarf. Gleichzeitig arbeitete er, z. T. zusammen mit anderen Architekten an Plänen für mehrstöckige Wohngebäude, die in Bilbao gebaut wurden. 1931 unternahm er eine Reise nach Frankreich und Deutschland bei der ihn besonders die neue Gare de l’Est in Paris und der Stuttgarter Bahnhof beeindruckten.

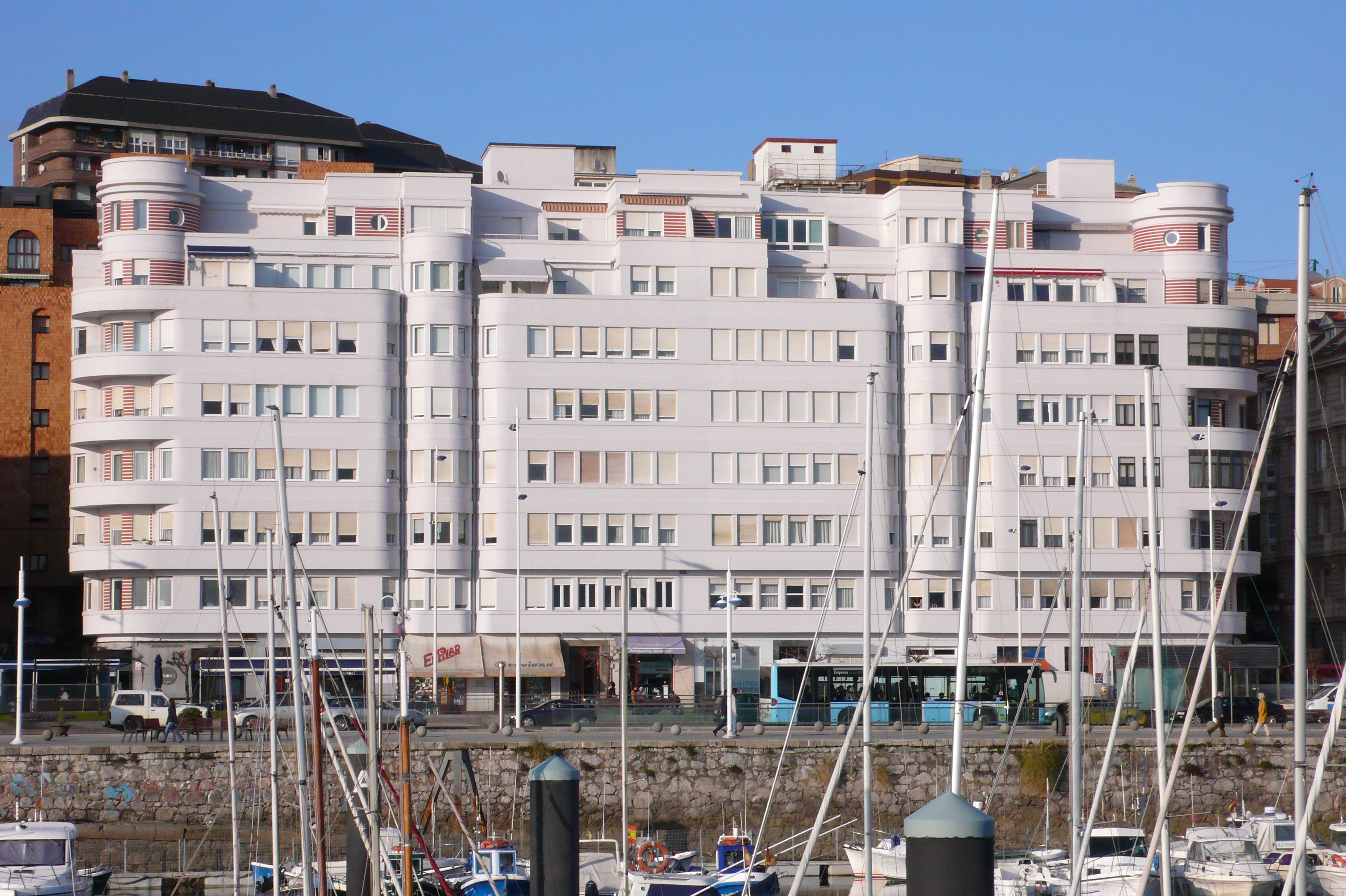
Wohnungskomplex Edificio Siboney in Santander

Er zeigte dabei ein besonderes Interesse für die deutsche Moderne Architektur. Nach dieser Reise entwarf er das „Edificio Siboney“, einen Wohnungskomplex in Santander.

### Arbeit in Santa Cruz de Tenerife 1932 bis zum Bürgerkrieg
Am 15. September 1932 erschien in der Zeitung La Tarde ein von ihm geschriebener Artikel mit dem Titel Hacia el estilo Aquitectónico Regional (Hin zu einem regionalen Architekturstil)  und im Jahr 1933 in dem Magazin Hoy ein weiterer mit dem Titel Expresión de la Arquitectura en Tenerife (Ausdruck der Architektur Teneriffas). In diesen Texten legt er seine Ansichten zu einer Architektur da, die sich an der regionalen Tradition orientieren soll.
1933 kehrte er nach Teneriffa zurück um sich dort endgültig niederzulassen. Neben seinen Aufträgen für Privatleute und den Círculo Mercantil de Tenerife  (Industrie und Handelskammer) wurde er offizieller Architekt des Cabildo Insular de Tenerife und damit verantwortlich für den Neubau des Palacio Insular sede del Cabildo de Tenerife den Sitz der Inselverwaltung und Inselregierung von Teneriffa.

### Arbeit in Santa Cruz de Tenerife nach dem Bürgerkrieg
Nach 1938 übernahm Marrero politische Posten auf Provinzebene. Er war zeitweise Vorsitzender der Mancomunidad Interinsular de Cabildos und wurde Beauftragter für den Wohnungsbau auf Provinzebene. Im Rahmen dieser Tätigkeit veröffentlichte er 1939 im Amtsblatt der Provinz Santa Cruz de Tenerife und in verschiedenen Zeitungen Normas para la construcción de viviendas (Richtlinien für den Wohnungsbau). Diese Richtlinien wurden ergänzt durch eine Reihe von Skizzen die verschiedene Varianten von Fenstern, Türen, Fenstergittern, Balkonen aber auch ganze Fassaden von Einfamilienhäusern zeigten.  In seiner Arbeit als Architekt gab es durch die veränderte Situation nach dem Bürgerkrieg keinen Bruch, er entwarf weiterhin Wohn- und Geschäftshäuser und öffentliche Gebäude sowohl im Stil des Racionalismo als auch im Neocanariostil.
Im Jahr 1943 erkrankte er und hielt sich zeitweise in Madrid auf. Eine Biografie, die er in dieser Zeit verfasste, reichte bis in das Jahr 1934. Sie wurde allerdings nie veröffentlicht.
Die letzten drei Jahre seines Lebens reiste er durch Europa und Amerika. Nach der Rückkehr von einer Reise nach Mexiko und Kuba starb er am 17. Januar 1956 in seinem Haus in Santa Cruz de Tenerife. Er wurde in seinem Heimatort Granadilla de Abona beigesetzt.
Ein Monat nach seinem Tod erschien im „Diario de Las Palmas“ ein von ihm geschriebener Artikel mit dem Titel „Nueva Arquitectura Canaria“ (Neue Kanarische Architektur) in dem er letzte Überlegungen zu einem Neokanarischen Stil anstellte, den er immer verteidigt hatte.

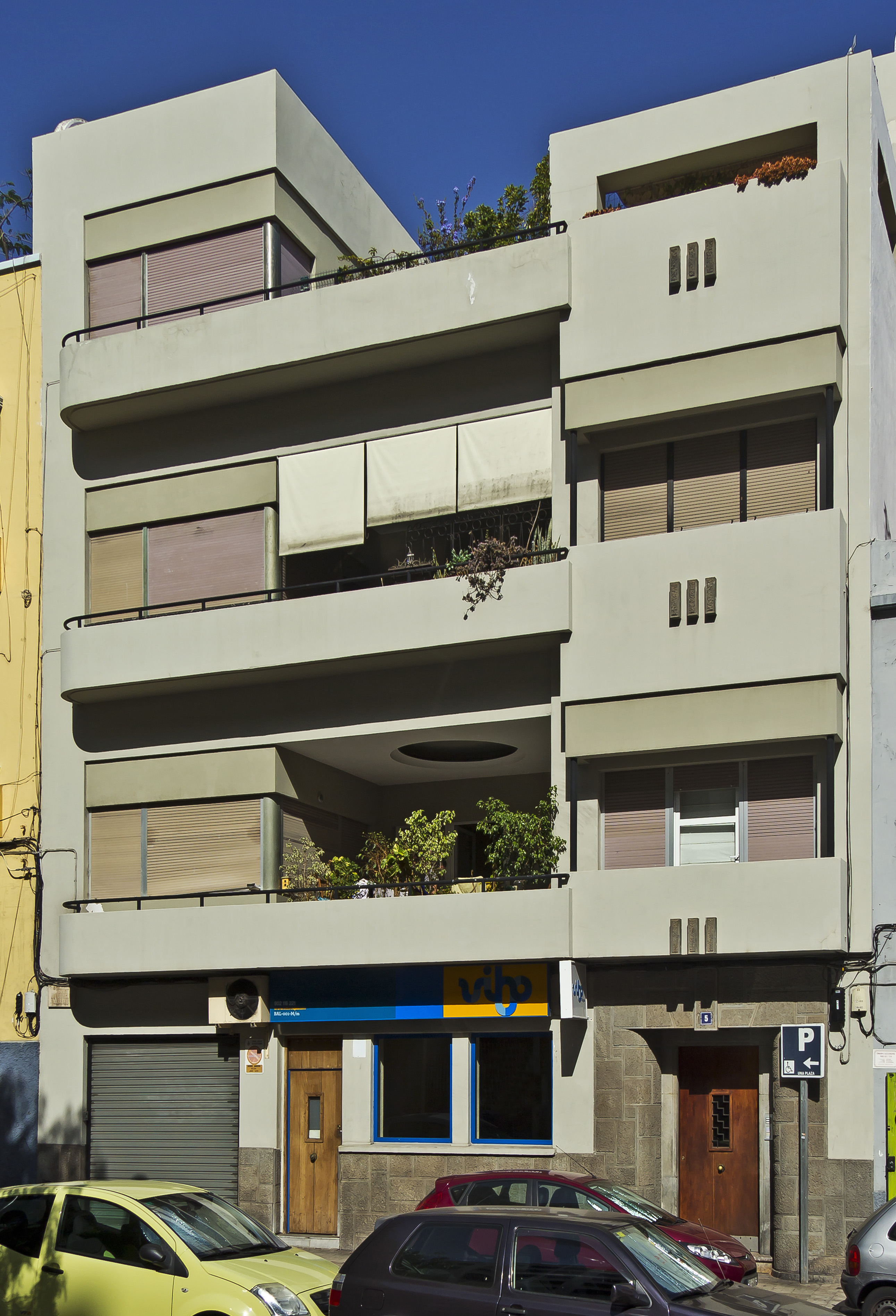
Eigenes Wohn- und Bürohaus des Architekten

## Stil
Stilistisch sind die Entwürfe Marreros spätestens ab 1932 vereinfacht in zwei Gruppen einzuteilen:
- Gebäude, die sich stilistisch an der Modernen Architektur im Sinn des Bauhauses und des Rationalismus orientieren. (Der Begriff Racionalismo arquitectónico stellt in der spanischen Sprache nicht unbedingt einen politischen Bezug zu den italienischen Rationalisten her.)[3] Sein eigenes Wohn- und Bürohaus in Santa Cruz de Tenerife hatte er im Stil des Racionalismo entworfen.
- Gebäude, die einen eigenen Stil aufweisen, der sich an lokalen Traditionen, eklektizistischen Rückgriffen, besonders auf Elemente des Barocks und, bei öffentlichen Gebäuden, an der klassischen Monumentalarchitektur orientiert. Diesen regional ausgerichteten Stil Nueva Arquitectura Canaria (Neocanario) hat er in seinen Veröffentlichungen von 1932 bis nach seinem Tod immer wieder verteidigt.

Für die Gebäude des Círculo Mercantil de Tenerife  (1932) und für den Cabildo Insular de Tenerife (1933) legte Marrero unterschiedliche Entwürfe vor. Einerseits gab es klar rationalistische Entwürfe, die z. T. von seinem Mitarbeiter Rudolf Schneider erarbeitet waren,  als auch Entwürfe die eine regionalistische Komponente enthielten. In beiden Fällen wurden die Versionen im neocanarischen Stil gewählt. Die Gebäude wurden erst 1943 bzw. 1940 fertiggestellt.

## Werke
Neben einer großen Anzahl von z. T. repräsentativen Einfamilienhäusern und mehrstöckigen Wohngebäuden entwarf Marrero auch Geschäftshäuser und Industriebauwerke. Von dem Stadion in Santa Cruz de Tenerife ist heute nur noch der Eingang erhalten. Der „Palacio Insular“ – das Gebäude des Cabildo Insular de Tenerife – der Markt Nuestra Señora de Africa und das Kino Victor prägen das Aussehen der Stadt Santa Cruz de Tenerife. Die Basilika Nuestra Señora de la Candelaria in Candelaria wurde erst nach seinem Tod fertiggestellt.